# حجر كومرة (جبلة)

تعديل مصدري - تعديل

حجر كومرة هي إحدى قرى عزلة الشراعي بمديرية جبلة التابعة لمحافظة إب، بلغ تعداد سكانها 690 نسمة حسب تعداد اليمن لعام 2004.